# Cleroidea
De Cleroidea zijn een superfamilie van kevers uit de infraorde Cucujiformia.

## Taxonomie
De volgende families worden bij de superfamilie ingedeeld::
- Acanthocnemidae Crowson, 1964
- Biphyllidae LeConte, 1861
- †Boleopsidae Kirejtshuk & Nel, 2013
- Byturidae Gistel, 1848
- Chaetosomatidae Crowson, 1952
- Cleridae Latreille, 1802
- Lophocateridae Crowson, 1964
- Mauroniscidae Majer, 1995
- Melyridae Leach, 1815 (incl. Attalomimidae, Malachiidae en Dasytidae)
- Peltidae Latreille, 1806
- Phloiophilidae Kiesenwetter, 1863
- Phycosecidae Crowson, 1952
- Prionoceridae Lacordaire, 1857
- Protopeltidae Crowson, 1966
- Rentoniidae Crowson, 1966
- Rhadalidae LeConte, 1861 (incl. Gietellidae)
- Thanerocleridae Chapin, 1924
- Thymalidae Léveillé, 1888
- Trogossitidae Latreille, 1802

### Verouderde taxonomische indeling
De superfamilie was in 2011 als volgt onderverdeeld:
- Familie Phloiophilidae Kiesenwetter, 1863
- Familie Trogossitidae Latreille, 1802[1] (Platkevers)
  - Onderfamilie Peltinae Latreille, 1806
    - Tribus Ancyronini Kolibáč, 2006
    - Tribus Colydiopeltini Kolibáč, 2006
    - Tribus Decamerini Crowson, 1964
    - Tribus Lophocaterini Crowson, 1964, nomen protectum
    - Tribus Peltini Latreille, 1806
    - Tribus Thymalini Léveillé, 1888

  - Onderfamilie Trogossitinae Latreille, 1802[1]
    - Tribus Calityini Reitter, 1922
    - Tribus Egoliini Lacordaire, 1854
    - Tribus Gymnochilini Lacordaire, 1854
    - Tribus Larinotini Ślipiński, 1992
    - Tribus Lithostomatini Kolibáč & Huang, 2008  †
    - Tribus Trogossitini Latreille, 1802[1]
- Familie Chaetosomatidae Crowson, 1952
- Familie Metaxinidae Kolibáč, 2004
- Familie Thanerocleridae Chapin, 1924
  - Onderfamilie Zenodosinae Kolibáč, 1992
  - Onderfamilie Thaneroclerinae Chapin, 1924
    - Tribus Isoclerini Kolibáč, 1992
    - Tribus Thaneroclerini Chapin, 1924
    - Tribus Viticlerini Winkler, 1982
- Familie Cleridae Latreille, 1802[1] (Mierkevers)
  - Onderfamilie Tillinae Fischer von Waldheim, 1813
  - Onderfamilie Hydnocerinae Spinola, 1844
    - Tribus Callimerini Kolibáč, 1998
    - Tribus Hydnocerini Spinola, 1844
    - Tribus Lemidiini Kolibáč, 1998

  - Onderfamilie Clerinae Latreille, 1802[1]
  - Onderfamilie Korynetinae Laporte, 1836
- Familie Acanthocnemidae Crowson, 1964
- Familie Phycosecidae Crowson, 1952
- Familie Prionoceridae Lacordaire, 1857
  - Tribus Lobonychini Majer, 1987
  - Tribus Prionocerini Lacordaire, 1857
- Familie Mauroniscidae Majer, 1995
- Familie Melyridae Leach, 1815
  - Onderfamilie Rhadalinae LeConte, 1861
  - Onderfamilie Melyrinae Leach, 1815
    - Tribus Arthrobrachini Majer, 1987
    - Tribus Astylini Pic, 1929
    - Tribus Cerallini Pic, 1929
    - Tribus Melyrini Leach, 1815

  - Onderfamilie Dasytinae Laporte, 1840
    - Tribus Chaetomalachiini Majer, 1987
    - Tribus Danaceini Thomson, 1859
    - Tribus Dasytini Laporte, 1840
    - Tribus Gietellini Constantin & Menier, 1987
    - Tribus Listrini Majer, 1990

  - Onderfamilie Malachiinae Fleming, 1821
    - Tribus Amalthocini Majer, 2002
    - Tribus Attalomimini Majer, 1995
    - Tribus Carphurini Champion, 1923
    - Tribus Lemphini Wittmer, 1976
    - Tribus Malachiini Fleming, 1821
    - Tribus Pagurodactylini Constantin, 2001